# Бюльбюль палаванський
Бюльбю́ль палаванський (Pycnonotus cinereifrons) — вид горобцеподібних птахів родини бюльбюлевих (Pycnonotidae). Ендемік Філіппін. До 2010 року вважався підвидом оливковокрилого бюльбюля.

## Опис
Довжина птаха становить 10-21 см, вага 25-28 г. Виду не притаманний статевий диморфізм. Забарвлення переважно зелена, нижня частина тіла світліша, голова темно-сіра або чорнувата. Дзьоб міцний, жовтий.

## Поширення і екологія
Палаванські бюльбюлі мешкають на островах Палаван, Бусуанга, Куліон і Балабак. Вони живуть у вологих тропічних лісах з густим чагарниковим підліском, на луках і плантаціях, в парках і садах. Зустрічаються на висоті до 500 м над рівнем моря. Живляться плодами і комахами. В кладці 2-3 яйця, інкубаційний період триває 13 днів. Пташенята покидають гніздо через 2 тижні після вилуплення.